# パントマイム (the pillowsのアルバム)
『パントマイム』（Pantmime）はロックバンド、the pillowsの1枚目のミニアルバム。

## 概要
the pillowsのインディーズ・ファースト・アルバムで、通称第一期の第一作品。1998年に再発されたが廃盤となり、現在はオークション等で高額で取引されるという状況になっている。
「STAND UP AND GO」、「RAZORLIKE BLUE」、「パントマイム」は山中がピロウズの前にやっていたバンド・THE COINLOCKER BABYSの楽曲であるが、山中は「パントマイム」については、「努力してまで、その曲を聴こうと思わないでほしい」と語っている。

## 権利関係について
現在のthe pillowsの所属事務所はバッドミュージックであるが、「パントマイム」リリース時は違う事務所に所属していた。「パントマイム」の版権についてはその事務所が管理しており、山中によると「1998年の復刻時にも一切連絡がなく、ファンからの手紙で初めて知った」、「当時も今も、一切お金（印税）を払ってもらっていない」との事（2004年1月19日「PENALTY LIFE Tour」京都MUSE HALLでのMCにて発言）。
2012年10月24日リリースのオムニバス盤「ミク★パンク 80's オン キャプテンレコード」にて「RAZORLIKE BLUE」が hr＠えっちPによりカバーされているものの、本人らによるセルフカバー盤などへの収録は行われていない。ライブでも長らく演奏される事はなかったが、2014年1月21日に初代ベーシスト・上田ケンジを迎えて新宿LOFTで行われたライブにおいて「RAZORLIKE BLUE」、「エネルギー」の2曲が久々に披露されている。

## 収録曲
全作詞曲 : the PILLOWS （#1,3～5 作詞曲:山中さわお / #2 作曲：上田ケンジ 作詞：山中さわお）
1. STAND UP AND GO　※歌詞カードには、一部表現が伏せられている箇所がある
2. 夢のような約束は…
3. RAZORLIKE BLUE
4. パントマイム
5. エネルギー